# Contamina
Contamina là một đô thị ở tỉnh Zaragoza, Aragon, Tây Ban Nha. Theo điều tra dân số 2004 của Viện thống kê Tây Ban Nha (INE), đô thị này có dân số là 50 người. Diện tích đô thị này là 13 ki-lô-mét vuông.